# Melipotis subtilis
Melipotis subtilis är en fjärilsart som beskrevs av Walker 1857. Melipotis subtilis ingår i släktet Melipotis och familjen nattflyn. Inga underarter finns listade i Catalogue of Life.